# Letiště Željava
Letiště Željava (srbochorvatsky Aerodrom Željava/Аеродром Жељава) bylo podzemní letiště jugoslávského letectva. Nacházelo se na hranicích dnešní Bosny a Hercegoviny a Chorvatska, v blízkosti města Bihać. Letiště bylo využíváno v letech 1968–1992. Na začátku 90. let bylo zničeno při stahování vojsk JLA při válce v Bosně a Hercegovině.

## Historie

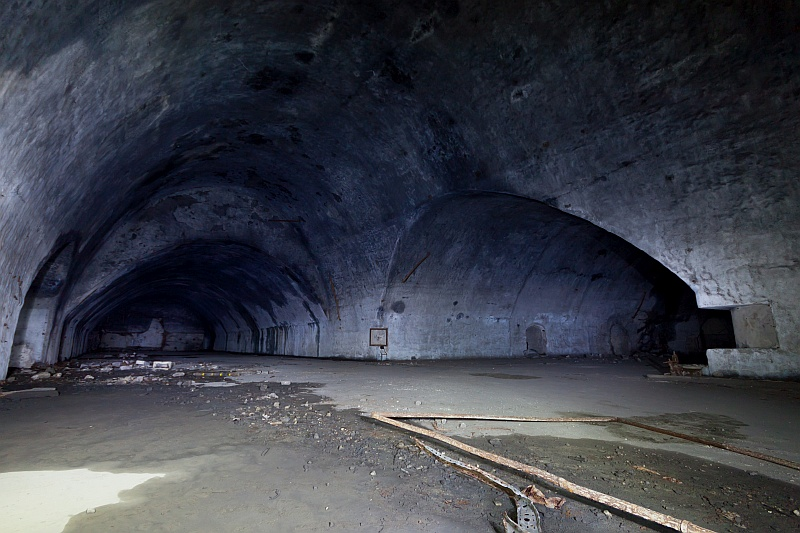
Podzemní hangár.

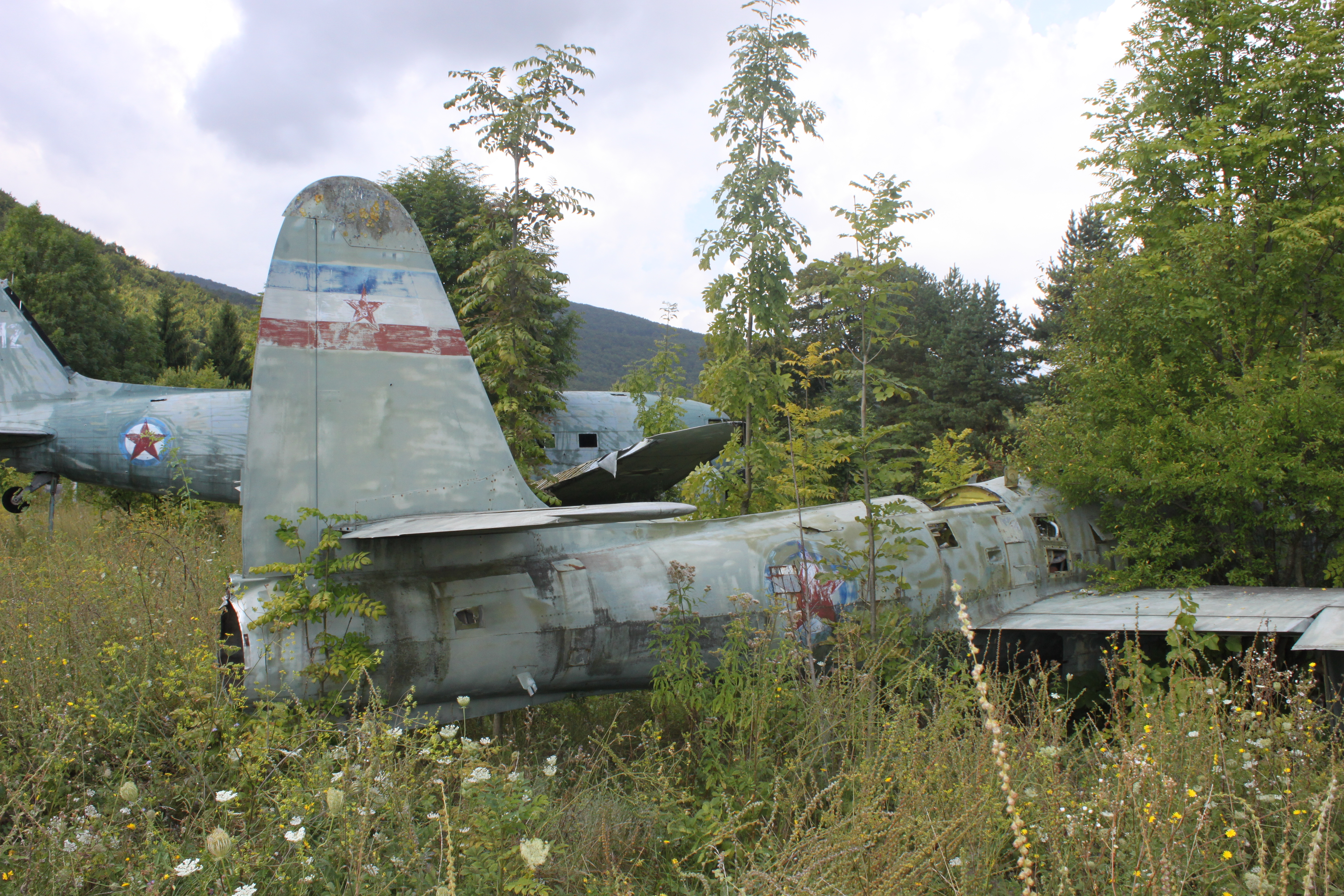
Opuštěná letadla v blízkosti letiště Željava.

O výstavbě letiště bylo rozhodnuto hned v roce 1948 poté, co došlo k zhoršení vztahů mezi Jugoslávií a Sovětským svazem. Teprve až v roce 1954 však začaly být jugoslávskou armádou zpracovávány první projekty nového komplexu a na terénu byly stavební práce zahájeny roku 1959. Otevřen byl roku 1968 a celkové náklady se vyšplhaly na 6 milionů tehdejších dolarů. Inspirací pro objekt v Bosně se stalo letiště F 9 Säve ve Švédsku. Geomorfologický průzkum lokality potvrdil vhodné složení hornin pro ražbu tunelů; oblast západní Bosny se nacházela dostatečně ve vnitrozemí a letadla mohla startovat krytá radarovým stínem hory Plješevica.
Oficiální jugoslávské zdroje jej označovaly krycím názvem Objekat 505 (Objekt 505). Komplex se stal jedním z nejdražších tehdy budovaných na území Evropy. Součástí areálu byl rovněž i systém včasného varování před nepřátelským útokem, který byl umístěn v nitru hory Plješevica. Bylo vyraženo celkem 3,5 km tunelů; dovnitř hory bylo možné ukrýt až 58 letadel v tunelovém rozpletu ve tvaru písmene M. Celková kapacita areálu byla 100 letadel. Systém bylo možné hermeticky uzavřít a provozovat autonomně po dobu třiceti dnů. Byl také vybudován 10 km dlouhý vodovod, který základnu u letiště zásoboval. Do areálu vedly celkem čtyři vstupy. Okolo samotného letiště se nacházel značný počet raketových odpalovacích zařízení a radarových stanic.
Jugoslávské letectvo umístilo trvale svojí 124. a 125. stíhací a 352. výzvědnou peruť. Umístěny zde byly letouny typu MiG-21, MiG-21bis a MiG-21R. V závěru 80. let se počítalo, že tyto letouny nahradí vyvíjený jugoslávský letoun, který se však nikdy nedostal vzhledem k rozpadu státu do vybavení jugoslávského letectva.

## Zánik
Letiště bylo intenzivně využíváno během jugoslávských válek v roce 1991, a to jugoslávskou lidovou armádou. Jugoslávská letadla zde startovala proti vrtulníkům kontrolovaným chorvatským ministerstvem vnitra. Poté, co byla JLA nucena se stáhnout, umístili jugoslávští vojáci na předem vytipovaná místa na runwayích letiště výbušniny, čímž jeho provoz znemožnili. V květnu 1992 dokončila devastaci letiště vojska Republiky Srbská krajina.
Po rozpadu Jugoslávie prochází skrz areál letiště státní hranice mezi Chorvatskem a Bosnou a Hercegovinou. Obnova letiště a vojenské základny není vzhledem k nezbytným vysokým nákladům vůbec zamýšlena. Během války v Chorvatsku v letech 1991–1995 bylo okolí letiště hustě zaminováno.

## Přístupnost areálu
Bývalé letiště není pod stálým dohledem, láká proto k návštěvě mnohé milovníky vojenství a historie. Nedoporučuje se volný pohyb ve vegetaci v okolí letiště, areál není zcela vyčištěn od min, které zde byly umístěny během chorvatské války za nezávislost. Vzhledem ke složité dostupnosti a častým kontrolám místní policie je v podzemí stále k nalezení velké množství původních artefaktů, techniky, leteckých deníků atp.